# 5일의 마중
《5일의 마중》(중국어: 归来)은 2014년 개봉한 중국 영화이다.

## 한국어 더빙 성우진(KBS)
- 송도영 - 펑완위(공리)
- 장광 - 루옌스(진도명)
- 선은혜 - 단단(장혜문)
- 조진숙 - 주임(정가려)
- 최문자 - 쑤전(진소예)
- 이재용 - 리우(곽도)
- 박규웅 - 덩(펑주)
- 변영희 - 간부(신백청)